# مارکتا ووندروشووا
مارکتا ووندروشووا (چکی: Markéta Vondroušová؛ زادهٔ ۲۸ ژوئن ۱۹۹۹) تنیس‌باز زن اهل جمهوری چک است.
وی در مسابقات کشوری و بین‌المللی در مجموع برندهٔ ۱ مدال نقره شده‌است.